# Akira Makino
Akira Makino (牧野 明, Makino Akira) est un médecin de la marine impériale japonaise. En 2006 il est devenu le premier ancien militaire japonais à reconnaître que, pendant la Seconde Guerre mondiale, des expériences sur des êtres humains ont été réalisées aux Philippines.

## Ses débuts
Makino est né en 1922, dans une petite ville de la préfecture d'Osaka. Au début de la Seconde Guerre mondiale, il a été affecté à la patrouille de la marine no 33. En août 1944, à l'âge de 22 ans, il a été transféré dans la base aérienne de Zamboanga, sur l'île de Mindanao, aux Philippines.

## Expérimentation sur des êtres humains
Selon Makino, l'expérimentation portant sur environ 30 prisonniers a été réalisée entre décembre 1944 et février 1945. Parmi les prisonniers il y avait des femmes et des enfants, ainsi que deux Philippins soupçonnés d'espionnage au profit des États-Unis. Makino a effectué sur eux certaines opérations, dont des amputations, des dissections abdominales et d'autres expériences. Interviewé par l'Agence de presse Kyodo News, il a décrit, en particulier, l'expérimentation qu'il avait faite sur les deux Philippins soupçonnés d'espionnage. Il a dit qu'il leur avait donné des sédatifs en plaçant sur leur bouche un tissu imbibé d'éther, puis on l'avait chargé d'étudier leur foie après avoir fait une incision avec un bistouri. Makino a déclaré que, dès cette l'époque, il sentait que ce qu'il faisait était une chose « horrible », mais qu'il avait trop peur de se dérober aux ordres car on l'aurait exécuté pour désobéissance.

## L'aveu
Après s'être tu pendant des décennies, Makino a décidé de tout révéler au public en 2006. Le récit de Makino est l'un des rares qu'ont fait un petit nombre de vétérans japonais qui ont mis au grand jour les expérimentations humaines en Asie du Sud-Est pendant la Seconde Guerre mondiale. Au début, il s'est heurté à une forte opposition de ses anciens camarades de combat, mais il a décidé quoi qu'il en soit de tout avouer. Dans sa révélation controversée, il a dit : «Nous ne devons pas recommencer ces atrocités. Je veux dévoiler la vérité sur la guerre, même si une ou deux personnes seulement doivent la recevoir. »